# Илан Рамон
Илан Рамон (на иврит: אילן רמון‎) е летец от израелските ВВС, по-късно и първи астронавт на Израел. Извършил 16-дневен полет със совалката „Колумбия“, която се разрушава при навлизането в гъстите слоеве на атмосферата при завръщането си на Земята. Погребан е в Нахалал в Израел.

## Биография
Роден е на 20 юни 1954 г. в Рамат Ган в семейството на бившите затворници от Освенцим Елиезер и Тони Волферман. Завършва средно училище през 1972 г. в гр. Беер Шева, и има първа степен в Университета в Тел Авив по електроника и компютърна техника (1987 г.).
През 1972 г. И. Рамон е призован в Израелската армия и записан в школа за пилоти. В самото начало на курса на обучение, заради счупена ръка той изостава от връстниците си, но след това наваксва. В един от тренировъчните полети в учебния самолет „Цукит“ (израелска версия на реактивния самолет СМ-170 Fouga Magister) отказва системата за управление, и Рамон, заедно с инструктора са принудени да напуснат самолета. Напускането минало добре – Илан получава незначителни наранявания на крака, и няколко дни по-късно се завръща в строя. Летателната школа завършва с отличие през 1974 г. и получава квалификация пилот на изтребител.
- През Октомврийската арабо-израелска война (1973) служи в подразделение за радиоелектронна борба.
- През 1974 – 1976 г., след преминаване на курс за обучение, Рамон Илан лети на самолет A-4 „Скайхоук“ в 102-ра ескадрила „Ha-namer ha-meofef“ („Летящия тигър“).
- През 1976 – 1980 г. сле преминаване на преподготовка той служи като пилот на изтребител „Мираж“ IIICJ в 140-а ескадрила „Nesher ha-zahav“ („Златен орел“).
- През 1980 г. ескадрилата, където служи И. Рамон, става една от двете първи във ВВС, получила и усвоила изтребителите F-16. Рамон преминава курс за преподготовка за самолет F-16 в базата на ВВС на САЩ Хил (щата Юта) в състава на 2-ра група израелски пилоти. След завръщането си от САЩ той служи в 101-ва ескадрила „Ha-krav ha-rishona“ („Първа изтребителна“), а след това се премество в 110-а ескадрила „Abirei ha-tsafon“ („Рицари на Севера“).
- 7 юни 1981 г. Рамон пилотира един от осемте изтребителя F-16A, нанесли удар по иракския атомен реактор „Озирак“ на 17 километра западно от Багдад (операция „Опера“). Той изпълнявал ролята на последен в групата (№ 8) и е най-младият пилот сред участниците в операцията.
- През 1981 – 1983 г. служи като заместник-командир на 253-та ескадрила „Negev“, оборудвана с изтребители F-16.
- През 1982 г. взема участие в Ливанската война.
- През 1983 г. напуска армията и постъпва в Телавивския университет. Завършва го през 1987 г. с 1-ва степен (бакалавър). Участва в разработката на изтребителя Lavi.
- През 1988 г. И. Рамон се връща във ВВС и е назначен за заместник-командир на 119-а ескадрила „Atalef“ („Прилеп“), оборудвана с изтребители-бомбардировачи F-4 „Фантом“ II. В състава на тази ескадрила неоднократно изпълнявал свръхвисочинни разузнавателни полети (на височина 20 – 25 км) със самолет RF-4ES.
- През 1990 г. завършва курс за подготовка на командири на ескадрили. През 1990 – 1992 г. служи като командир на 105-а ескадрила „Akrav“ („Скорпион“), оборудвана със самолети F-16.
- През 1992 – 1994 г. оглавява Главната самолетна квартира в Щаба на ВВС на Израел.
- През 1994 г. получава званието полковник и поста на ръководител ан разработката и закупуване на средствата за водене на война в Щаба на ВВС. На този пост е до 1998 г., когато е изпратен в САЩ за подготовка за космически полет.

И. Рамон има налетяни повече от 3000 часа на самолети А-4 „Скайхоук“, „Мираж“ IIICJ и F-4 „Фантом“ II, и повече от 1000 часа – на самолет F-16 – различни модификации. Нееднократно е извършвал бойни полети. Два пъти аварийно напускал самолети.
Рамон Илан е награден със знак за участник в Октомврийската война (1973) и операцията „Мир за Галилея“ (1982).
През юли 1998 г. започва подготовка по программата специалист по полезни товари (PS) в Космическия център „Л. Джонсън“. Със съгласието на ръководството на NASA Илан Рамон като слушател преминава курса за подготовка на специалисти по полетите (MS), заедно с астронавтите-кандидати от Група NASA-17. По време на подготовката, като изключение, администрацията на NASA разрешава на Рамон, като опитен боен летец, да прелети от единия център на NASA до другия с реактивния самолет T-38 „Талон“ (което обикновено не се разрешава на специалист по полезни товари) като втори пилот.
- На 28 септември 2000 г. Рамон е назначен в екипажа, мисия STS-107 като специалист по полезня товар. На 16 януари 2003 г. той стартира в космоса в състава на мисия STS-107.

Илан Рамон умира трагично на 1 февруари 2003 г. заедно с целия екипаж на совалката „Колумбия“ при завръщането си от космически полет (мисия STS-107) 16 минути преди кацането, планирано на нос Канаверал.
Илан Рамон от 1986 г. е женен за Рон, учител, с четири деца: синове Асафа, Тал, Ифтаха и дъщеря Ноа. Асаф, станал впоследствие военен летец и също мечтаещ да стане астронавт, загива на 13 септември 2009 г. в катастрофа с изтребител F-16.
Рамон обичал да кара ски и да играе скуош.

## Почести
- Астероид 51828 Иланрамон в Слънчевата система.
- Планина Рамон в „Колумбийските планини“ на Марс.
- Зала Рамон в Технологичния институт на Флорида.
- Контролната кула на международното летище „Бен Гурион“.

## Награди
- На 3 февруари 2004 г., Илан Рамон е награден (посмъртно) от Конгреса на САЩ с Космически медал на честта – най-високото гражданско отличие за изключителни заслуги в областта на аерокосмическите изследвания. Той е единствения чужденец, удостоен с тази награда.

## Галерия
- Стартът на „Колумбия“, мисия STS-107.
- Снимка на Израел и на Синайския полуостров снимани от орбита (една от областите, наблюдавани по време на експеримента MEIDEX)
- Снимка на кацането на совалката Колумбия от военновъздушната база в Ню Мексико, на която се виждат признаците на повреда (пламъка) на лявото крило.
- Входната врата на Космическия център „Л. Джонсън“: цветя, знамена, балони и други предмети, израз на сккръб за тежката загуба.
- Гробът на И. Рамон в Нахалал. Надписът върху него гласи:
„Илан Рамон, син на Елиезер и Тони Волферманович. Роден на 20 юни 1954 г. в Рамат Ган, загинал при изпълнение на служебните си задължения на борда на „Колумбия“ на 1 февруари 2003 г. на възраст 48 години.
- Паметна плоча с имената на екипажа на совалката Колумбия, закрепена на Марс Експлорейшън Роувър (MER)
- Планината Колумбия (Columbia Hills) на Марс. Крайният вдясно е Рамон Хил (Ramon Hill), хълм на името на Илан Рамон.